# Tamara van Vliet
Tamara van Vliet (31 de diciembre de 1994) es una deportista neerlandesa que compite en natación, especialista en el estilo libre.
Ganó una medalla de plata en el Campeonato Mundial de Natación en Piscina Corta de 2016 y tres medallas en el Campeonato Europeo de Natación en Piscina Corta entre los años 2015 y 2019.

## Palmarés internacional
| Campeonato Mundial en Piscina Corta | Campeonato Mundial en Piscina Corta | Campeonato Mundial en Piscina Corta | Campeonato Mundial en Piscina Corta |
| Año                                 | Lugar                               | Medalla                             | Prueba                              |
| ----------------------------------- | ----------------------------------- | ----------------------------------- | ----------------------------------- |
| 2016                                | Windsor (Canadá)                    | Medalla de plata                    | 4 × 50 m libre                      |
| Campeonato Europeo en Piscina Corta |                                     |                                     |                                     |
| Año                                 | Lugar                               | Medalla                             | Prueba                              |
| 2015                                | Netanya (Israel)                    | Medalla de plata                    | 4 × 50 m libre                      |
| 2017                                | Copenhague (Dinamarca)              | Medalla de oro                      | 4 × 50 m libre                      |
| 2019                                | Glasgow (Reino Unido)               | Medalla de oro                      | 4 × 50 m libre                      |